# Chamaemelum
Genre
Classification phylogénétique
Chamaemelum est un petit genre de plantes à fleurs de la famille des Asteraceae originaires d'Europe, mais la plupart des espèces sont présentes dans d'autres continents où elles ont été importées.
L'espèce la plus connue du genre est la camomille romaine (Chamaemelum nobile, anciennement Anthemis nobilis). 

## Caractéristiques du genre
Ce sont des plantes vivaces ou annuelles, dépassant rarement 50 cm de hauteur et portant habituellement des fleurs (capitules) solitaires blanches à centre jaune ressemblant à la marguerite commune.

## Liste d'espèces
- Chamaemelum fuscatum
- Chamaemelum mixtum
- Chamaemelum nobile - camomille romaine